# Dumdumkula

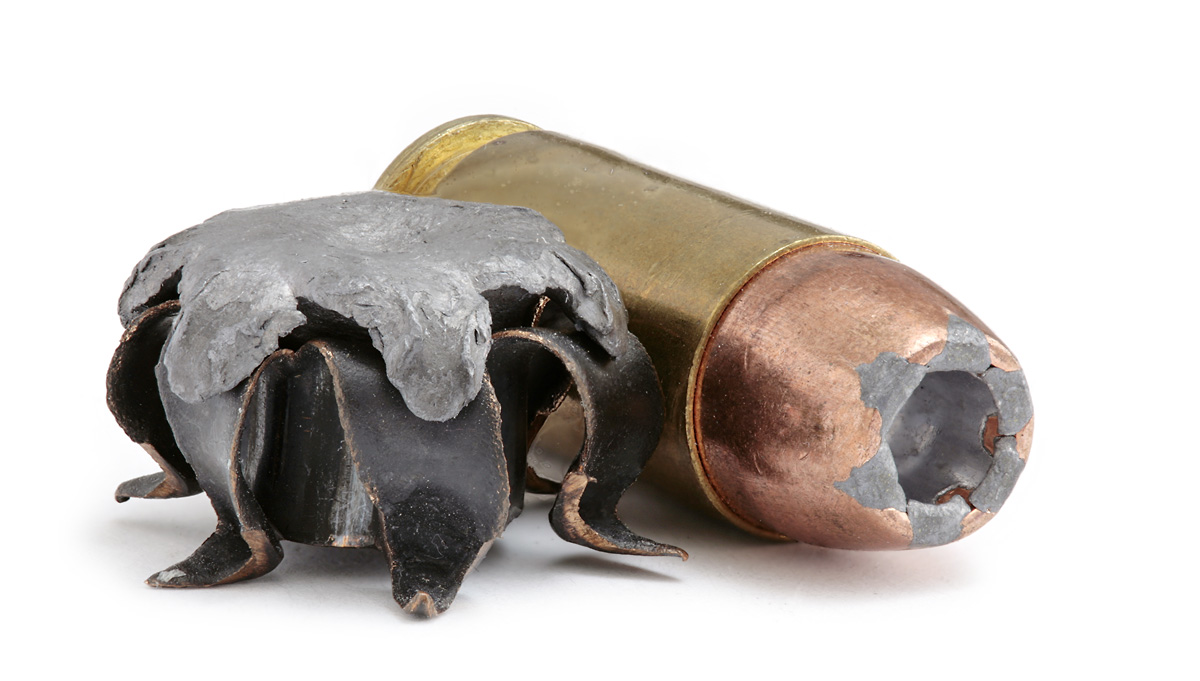
En oavfyrad och en avfyrad och expanderad kula i kaliber .40 S&W.

Dumdumkula eller expanderande kula är en kula som expanderar vid träff, till exempel kulor till halvmantlad ammunition och hålspetsammunition. Expanderande kulor överför snabbare sin energi till målet än icke expanderande. Det medför att kulan bromsas upp snabbare och även ger större skador än helmantlad ammunition. Efter protester från främst Tyskland förbjöds alla former av expanderande kulor för militärt bruk i Haagkonventionen 1899 (inget sådant förbud finns för jakt eller polisiärt bruk).  
I Sverige gäller som följer: Större vilt som älg, hjort, visent, bison, mufflonfår, varg, björn, säl, vildsvin, rådjur, järv, lodjur och bäver får i Sverige endast jagas med kulor som är gjorda för att expandera (rådjur,  lodjur och får jagas dock även med hagel), (NFS 2002: 18)  
Uttrycket dumdumkula avsåg från början kulor av kaliber .303 British som uppfanns på 1890-talet av kapten Neville Bertie-Clay vid arsenalen i Dum Dum utanför Calcutta i Brittiska Indien. Dumdumkulan konstruerades för att expandera vid träff och därför åsamka mer skada än helmantlad ammunition med samma kaliber. 